# Піски (Кременчуцький район)
Піски́ — село в Україні, у Новогалещинській селищній громаді Кременчуцького району Полтавської області. Населення становить 489 осіб. Колишній центр Пісківської сільської ради.
Після ліквідації Козельщинського району 19 липня 2020 року село увійшло до Кременчуцького району.

## Географія
Село Піски знаходиться на лівому березі річки Псел, вище за течією на відстані 4 км розташоване село Верхня Мануйлівка, нижче за течією на відстані 4 км розташоване село Книшівка, на протилежному березі — село Манжелія. Місцевість навколо села заболочена, там багато зарослих озер.

## Історія
Засноване за володіння цими землями 1743-1757 миргородського полковника (пізніше бригадиром) Василя Петровича Капніста (батько відомого поета В. В. Капніста) на землях, пожалуваних йому за службу царським указом 15.VІ.1743 р. Він дозволив селитися вихідцям із інших сіл.
У 1772 році у селі збудовано дерев'яну Успенську церкву. У першій половині 19 ст. діяло парафіяльне училище, підпорядковане Полтавський палаті державних маєтностей. У 1847 році училище налічувало 27 учнів. За переписом 1859 р. у Пісках (село власницьке) Кременчуцького повіту, що знаходилося ліворуч від Полтавського поштового тракту, за 36 верст від Кременчука — 347 дворів та 2332 жителів, відбувалося 3 ярмарки на рік.
З другої половини 19 століття село було волосним центром.
У 1900 році у Пісках — перша козацька сільська громада, до якої входили козаки хут. Перваки та Підварки (Подворки), 315 господарств та 1938 жителів. Було 3 озера. Діяли земська та церковнопарафіяльна школи. Жителі інших прилеглих хуторів складали другу Піськівську козацьку сільську громаду, яка налічувала 270 дворів та 1616 жителів, церковнопарафіяльну школу та 2 школи грамоти. Того ж року перебуваючи в Верхній Мануйлівці Піськи відвідав Максим Горький, де познайомився з волосним писарем М. Я. Краснокутським, сільським учителем М. Т. Долинським та М. Г. Перваком котрі у період революції 1905—1907 року разом с сільським писарем козаком Д. С. Михолем та наймитом А. Д. Кальницьким вели антиурядову агітацію. За революційну пропаганду вони були заарештовані.
Також під час революції 1905 р. на знак протесту проти жорстокої експлуатації селяни Пісок спалили садибу і скирти хліба куркуля Шеремета. В роки громадянської війни в селі була створена партизанська груда на чолі з С. Паськевичем.
У 1910 році в Пісках разом з хутором Гаврильця було 357 дворів та 2135 жителів. Діяв паровий млин з олійницею, просорушкою та крупорушкою. Дерев'яна успенська церква збудована 1855 замість старох, та приписана до неї Троїцька церква (1909). При ній існували дві невеликі бібліотеки, 2 церковнопарафіяльні школи та школа грамоти.
Радянську владу проголошено в січні 1918. Піски стали центром сільради. З окупацією села німецько-австрійськими військами весною 1918 року тут було створена партизанська група на чолі з С. І. Паськевичем (1887—1920).
З 7.ІІІ.1923 року Піски були віднесені до Манжеліївського району Кременчуцького округу, на цей момент налічувалося 1834 жителя (данні 7.ІХ.1923).
До Пісківської сільради входило 40 хуторів, частина з яких у 30-ті роки приєднана до Пісок. Весною 1930 року організовано колгосп «Червоний партизан», що об'єднав спершу 33 бідняцьки господарства.
У період німецько-фашистської окупації (13.ІХ.1941 — 27.ІХ. 1943) кол. червоний партизан П. П. Троцький очолив групу народних месників у Пісках Гестапо стратило патріотів. У селі знаходився каральний загін окупантів, приміщення школи було перетворено на катівню. Гітлерівці стратили 6 жителів села, вивезли на примусові роботи до Німеччини 292 юнаків та дівчат, спалили 450 господарств.
Біля села Бутенків виявлено поховання VIII—VII ст. до н. е. із спаленням, при якому були бронзові речі кінського спорядження та прикраси, стріли й залізні наконечники до списів.
12 червня 2020 року, відповідно до розпорядження Кабінету Міністрів України № 721-р «Про визначення адміністративних центрів та затвердження територій територіальних громад Полтавської області», село увійшло до складу Новогалещинської селищної громади.
19 липня 2020 року, в результаті адміністративно-територіальної реформи та ліквідації Козельщинського району, село увійшло до складу новоутвореного Кременчуцького району.

## Економіка
- ПП «Авангард».

## Об'єкти соціальної сфери
- Школа І-ІІ ст.

## Пам'ятки
На північний схід від села знаходиться Буртівський заказник.

## Відомі люди
Первак Михайло Антонович (17.09.1897- 29.09.1962 Детройт, США ) - хорунжий 3-го Кінного полку 3-ої Залізної стрілецької дивізії. Станом на березень 1921 р. служив хорунжим 3-го Кінного полку 3-ої Залізної стрілецької дивізії та перебував у таборі інтернованих ч.10 в м. Каліш, Польща.
Гаврилець Василь Григорович  (01.01.1895 - 04.05.1973 Бостон, США) - сотник 3-ої Залізної стрілецької дивізії армії УНР, піхота; майор на еміграції.Після Другої світової війни емігрував до США, мешкав у Бостоні. Жертвував кошти на національну справу. Заповів 1000 доларів на парафіальну школу. Нагороджений Хрестом Симона Петлюри та Воєнним Хрестом (25 лютого 1964).

## Галерея

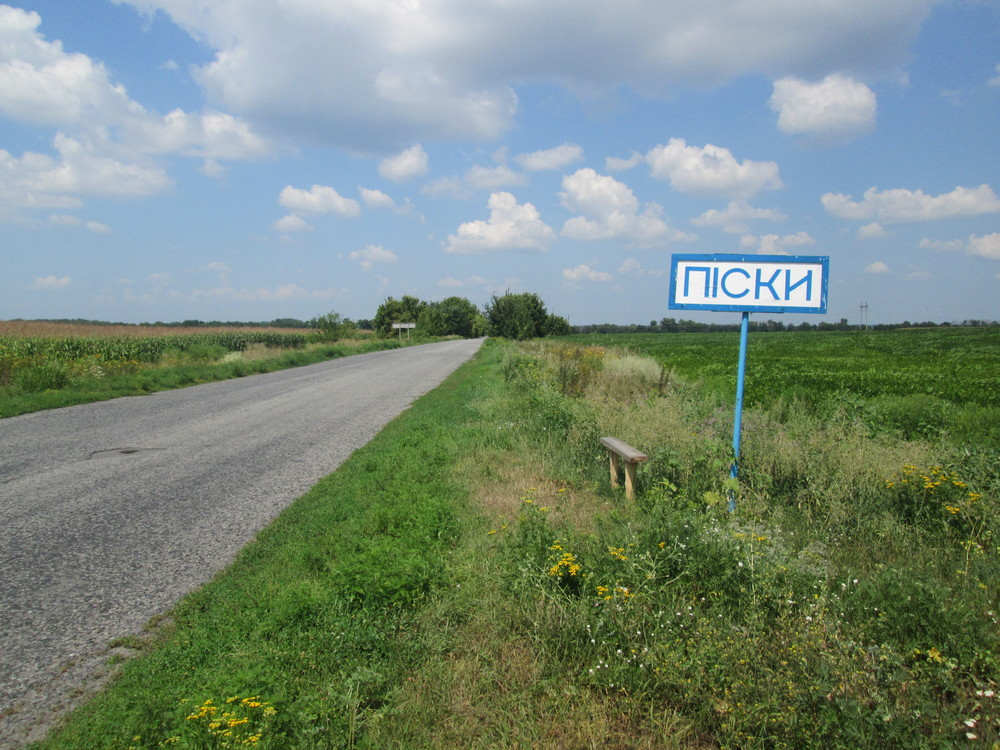
На в'їзді в село з боку Козельщини
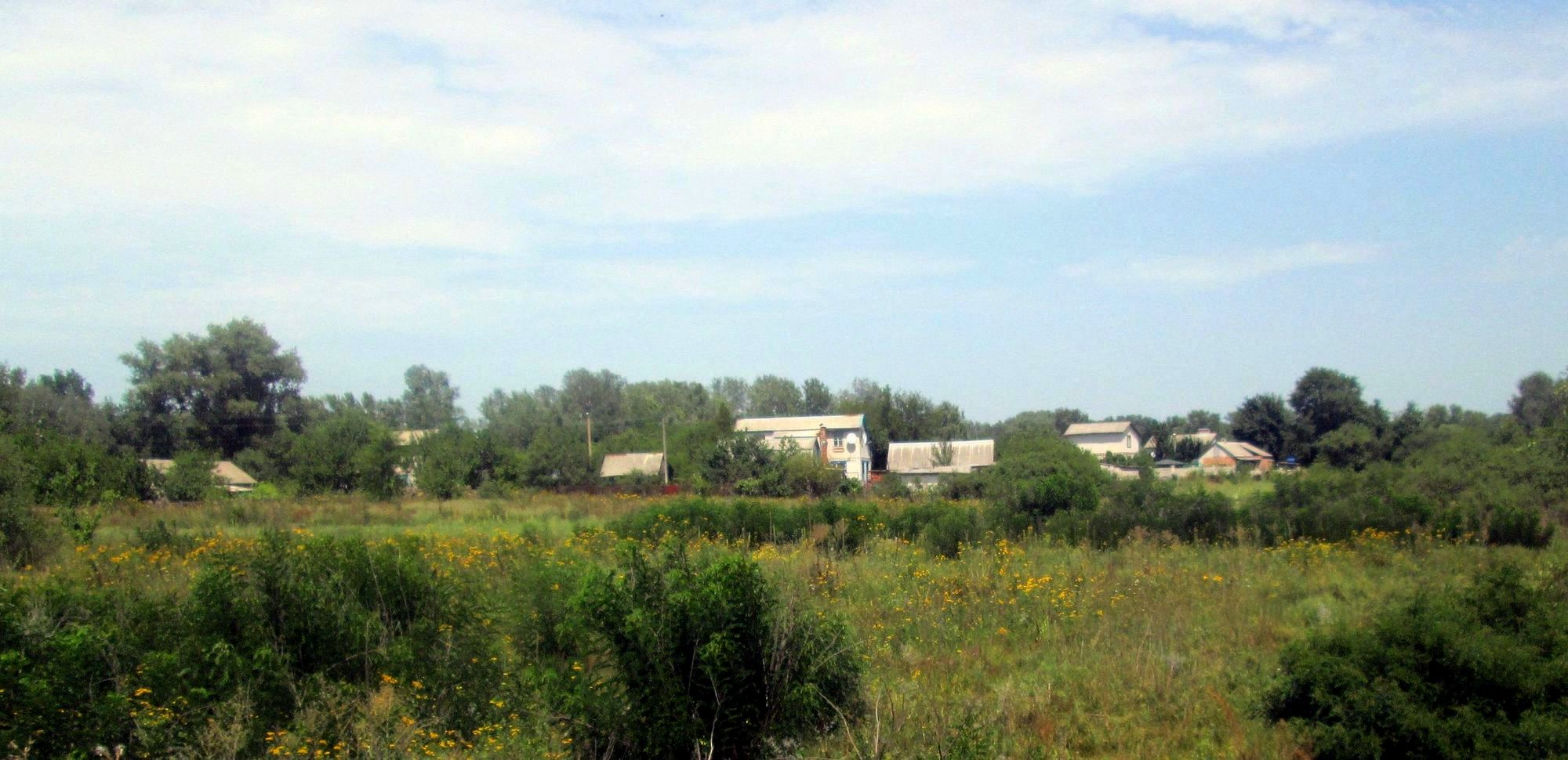
Піски («Підварки»)
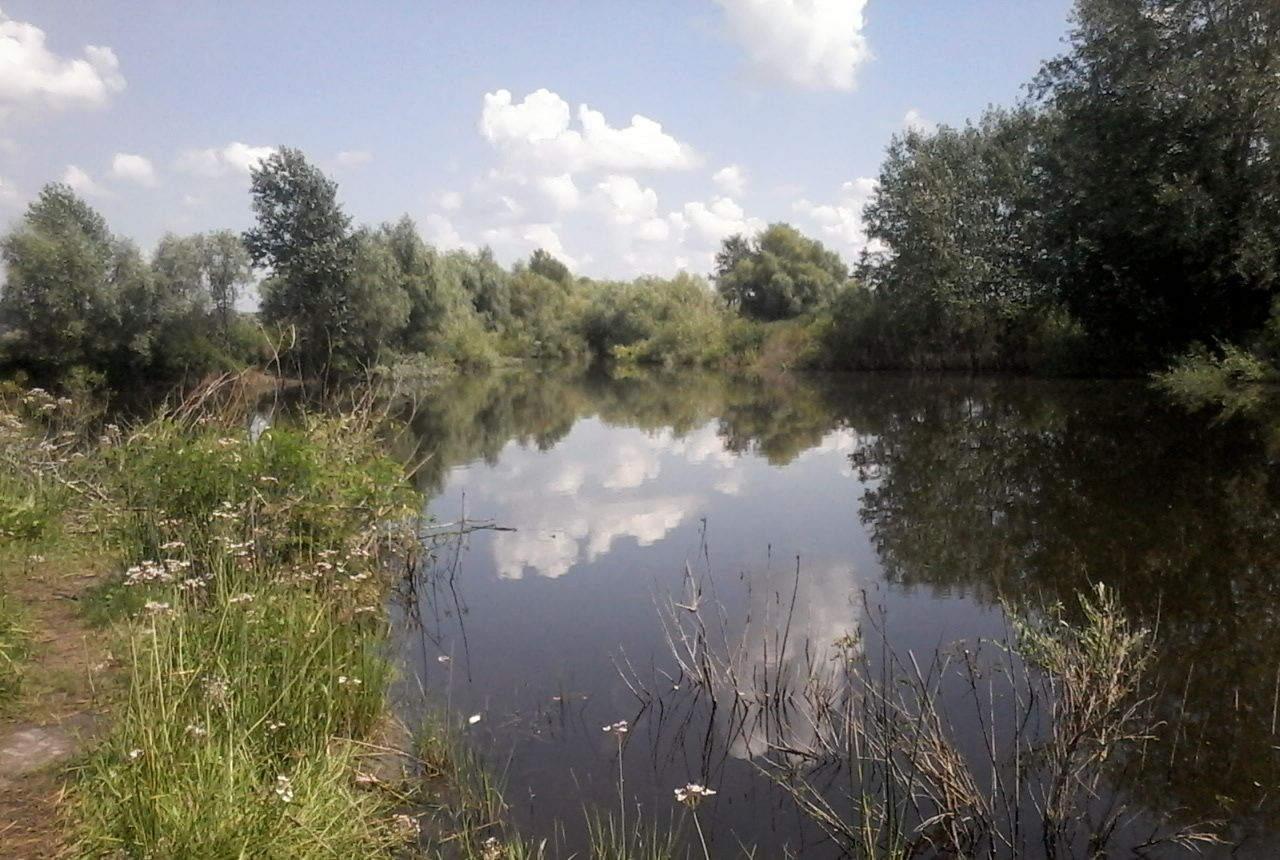
Озеро на в'їзді в село
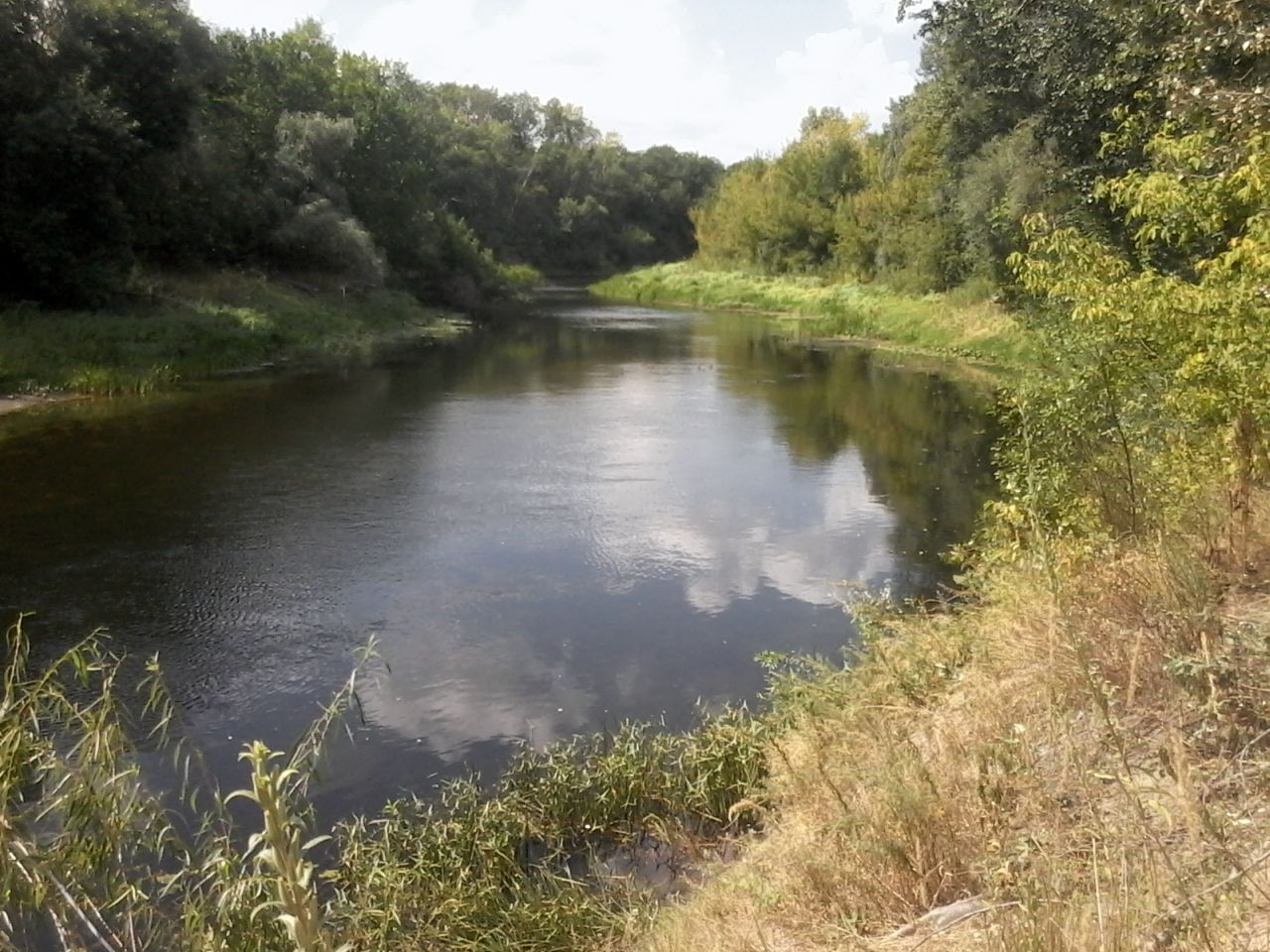
Річка Псел біля села